# Habib Bahmani
Habib Bahmani (en persan : حبیب بهمنی, né le 15 janvier 1988) est l'entraîneur de l'équipe nationale croate de wushu Depuis 2021, il est un ancien membre de l'équipe nationale iranienne de wushu. et ancien entraîneur de l'équipe nationale iranienne de wushu. Il est conférencier dans plusieurs séminaires internationaux qui ont lieu chaque année,.

## Réalisations
- Championnat du Monde Adulte – Italie 2009 : Vice-Champion (dans la catégorie des 70 kg).
- 5e Championnat ouvert des Balkans de Wushu – Afyonkarahisar 2022 : Médaille d'or junior « Alen Šehić » (poids 75 kg), médaille d'argent « Toni Čujić-Klenovar » (poids 70 kg) – la première médaille senior croate.
- 8. Wushu-Juniorenweltmeisterschaften – Jakarta 2022: Bronzemedaille (im Gewicht von 75 kg), die erste in der Geschichte des kroatischen Wushu, nach Siegen gegen Gegner aus Turkmenistan und Italien.
- Championnats d'Europe de Wushu – Istanbul 2023 : Âge senior : Médaille de bronze « Fran Juraj Kajs » (dans la catégorie des 80 kg), médaille d'or « Toni Čujić-Klenovar » (dans la catégorie des 70 kg) – la première médaille d'or senior de l'histoire du Wushu croate ; Âge junior : Catégorie hommes : deux médailles d'argent (60 kg et 65 kg) et deux médailles de bronze ; Catégorie féminine : deux médailles d'argent (56 kg et 60 kg)[2],[3],[4],[5].

## Sources
1. ↑  (hr) Boris Keber, « OTVORENO BALKANSKO WUSHU KUNG FU PRVENSTVO | wushu-savez.hr », 22 septembre 2022 (consulté le 19 avril 2025)
2. 1 2  (hr) Boris Keber, « Svjetsko juniorsko Wushu prvenstvoIndonezija 03.12.-11.12.2022. | wushu-savez.hr », 30 novembre 2022 (consulté le 19 avril 2025)
3. ↑  (hr) Boris Keber, « Fantastičan uspjeh Puležana Alena Šehića na Juniorskom Svjetskom Prvenstvu u Indoneziji | wushu-savez.hr », 7 décembre 2022 (consulté le 19 avril 2025)
4. ↑  (hr) Boris Keber, « EUROPSKO WUSHU PRVENSTVO | wushu-savez.hr », 19 décembre 2023 (consulté le 19 avril 2025)
5. ↑  (hr) Boris Keber, « ALEN ŠEHIĆ JUNIORSKI BALKANSKI WUSHU PRVAK | wushu-savez.hr », 13 octobre 2022 (consulté le 19 avril 2025)